# 飯島光峨
飯島 光峨（いいじま こうが、文政12年（1829年）5月‐明治33年（1900年）2月11日）は明治時代の日本画家。

## 来歴
文政12年5月に田安藩の飯島義重の三男として生まれる。本名は明。後素堂とも号す。日本橋村松町に住む沖一峨に入門、光峨の号を与えられる。一峨は酒井抱一に学んで極彩色の密画をよくしており、後に鳥取藩池田侯の画員沖探冲の養子となっている。一峨の門下には嘉永から安政にかけて松本洋峨、加藤泰峨がおり、光峨とともに一峨門の三峨と呼ばれていた。安政2年（1855年）の一蛾没後は師につかず文芸に親しみ、仮名垣魯文、三遊亭円朝、服部波山らと交遊、東海や畿内方面へも遊歴した。
明治18年（1885年）の第1回鑑画会大会に「桜花」、「秋草」を出品、明治29年（1896年）の日本絵画協会第1回絵画共進会には東洋画の伝統を遵守する第一部に「小児十二ヶ月図」を出品しており、近藤樵仙らとともに二等褒状を受けている。明治33年2月11日、72歳で没す。墓所は深川区の西光寺にあったが、関東大震災後に多磨霊園に改葬された。
門下に巽画会を創設した遠上素香がいる。

## 作品
| 作品名     | 技法     | 形状・員数 | 寸法（縦x横cm） | 所有者         | 年代              | 落款・印章 | 備考 |
| ---------- | -------- | ---------- | --------------- | -------------- | ----------------- | ---------- | ---- |
| 花下躍鯉図 | 紙本着色 | 1幅        | 177.2x95.4      | 東京国立博物館 |                   |            |      |
| 幽霊図     |          | 1幅        |                 | 全生庵         | 1875年（明治8年） |            |      |